# Mariangela Cirone
Mariangela Cirone (Polla, 7 febbraio 1976) è un'ex cestista italiana.
Alta 170 cm, ha giocato nel ruolo di playmaker nella Reyer Venezia e nella Nazionale.

## Carriera

### Nei club
Ha vinto tre scudetti, due con la Ginnastica Comense e uno con la Napoli Basket Vomero. Dal 2008-09 al 2009-10 ha giocato a Venezia.

### In Nazionale
Ha disputato l'Europeo 2009 con la Nazionale che si è classificata al quinto posto.

## Statistiche

### Presenze e punti nei club
Statistiche aggiornate al 31 maggio 2010
| Stagione        | Squadra         | Competizione    | Partite | Partite | Partite | Statistiche tiro | Statistiche tiro | Statistiche tiro | Altre statistiche | Altre statistiche | Altre statistiche | Altre statistiche | Altre statistiche |
| Stagione        | Squadra         | Competizione    | Pres.   | Titol.  | Minuti  | Tiri da 2        | Tiri da 3        | Liberi           | Rimb.             | Assist            | Rubate            | Stopp.            | Punti             |
| --------------- | --------------- | --------------- | ------- | ------- | ------- | ---------------- | ---------------- | ---------------- | ----------------- | ----------------- | ----------------- | ----------------- | ----------------- |
| 2003-2004       | Pool Comense    | Serie A1        | 28      | 1       | 879     | 68/144           | 29/85            | 85/97            | 68                | 43                | 46                | 3                 | 318               |
| 2004-2005       | Pool Comense    | Serie A1        | 33      | 0       | 1079    | 71/157           | 37/97            | 53/68            | 98                | 59                | 72                | 0                 | 306               |
| 2005-2006       | Pool Comense    | Serie A1        | 33      | 30      | 1138    | 74/169           | 96/105           | 21/69            | 90                | 70                | 82                | 0                 | 373               |
| 2006-2007       | Phard Napoli    | Serie A1        | 41      | 36      | 1243    | 80/149           | 47/117           | 103/119          | 118               | 95                | 82                | 1                 | 404               |
| 2007-2008       | Phard Napoli    | Serie A1        | 34      | 27      | 869     | 51/106           | 29/70            | 75/85            | 63                | 58                | 54                | 0                 | 267               |
| 2008-2009       | Umana Venezia   | Serie A1        | 34      | 29      | 821     | 42/99            | 32/71            | 67/79            | 75                | 36                | 57                | 0                 | 247               |
| 2009-2010       | Umana Venezia   | Serie A1        | 26      | 19      | 658     | 37/75            | 19/61            | 38/40            | 51                | 30                | 58                | 1                 | 169               |
| Totale carriera | Totale carriera | Totale carriera | 229     | 142     | 6687    | 423/899          | 236/596          | 517/593          | 563               | 391               | 451               | 5                 | 2084              |

### Cronologia presenze e punti in Nazionale
| Cronologia completa delle presenze e dei punti in Nazionale - Italia | Cronologia completa delle presenze e dei punti in Nazionale - Italia | Cronologia completa delle presenze e dei punti in Nazionale - Italia | Cronologia completa delle presenze e dei punti in Nazionale - Italia | Cronologia completa delle presenze e dei punti in Nazionale - Italia | Cronologia completa delle presenze e dei punti in Nazionale - Italia | Cronologia completa delle presenze e dei punti in Nazionale - Italia | Cronologia completa delle presenze e dei punti in Nazionale - Italia |
| Data                                                                 | Città                                                                | In casa                                                              | Risultato                                                            | Ospiti                                                               | Competizione                                                         | Punti                                                                | Note                                                                 |
| -------------------------------------------------------------------- | -------------------------------------------------------------------- | -------------------------------------------------------------------- | -------------------------------------------------------------------- | -------------------------------------------------------------------- | -------------------------------------------------------------------- | -------------------------------------------------------------------- | -------------------------------------------------------------------- |
| 29/05/2009                                                           | Porto San Giorgio                                                    | Italia                                                               | 75 - 71                                                              | Serbia                                                               | Amichevole                                                           | 3                                                                    | [ 4 ]                                                                |
| 30/05/2009                                                           | Porto San Giorgio                                                    | Italia                                                               | 63 - 67                                                              | Grecia                                                               | Amichevole                                                           | 2                                                                    | [ 5 ]                                                                |
| 01/06/2009                                                           | Porto San Giorgio                                                    | Italia                                                               | 56 - 60                                                              | Serbia                                                               | Amichevole                                                           | 3                                                                    | [ 6 ]                                                                |
| 07/06/2009                                                           | Valmiera                                                             | Francia                                                              | 76 - 61                                                              | Italia                                                               | EuroBasket 2009 - Prima fase                                         | 0                                                                    | [ 7 ]                                                                |
| 08/06/2009                                                           | Valmiera                                                             | Italia                                                               | 75 - 64                                                              | Israele                                                              | EuroBasket 2009 - Prima fase                                         | 5                                                                    | [ 8 ]                                                                |
| 09/06/2009                                                           | Valmiera                                                             | Italia                                                               | 67 - 58                                                              | Bielorussia                                                          | EuroBasket 2009 - Prima fase                                         | 0                                                                    | [ 9 ]                                                                |
| 12/06/2009                                                           | Riga                                                                 | Turchia                                                              | 64 - 59                                                              | Italia                                                               | EuroBasket 2009 - Prima fase                                         | 0                                                                    | [ 10 ]                                                               |
| 14/06/2009                                                           | Riga                                                                 | Russia                                                               | 67 - 59                                                              | Italia                                                               | EuroBasket 2009 - Seconda fase                                       | 0                                                                    | [ 11 ]                                                               |
| 16/06/2009                                                           | Riga                                                                 | Italia                                                               | 72 - 58                                                              | Lituania                                                             | EuroBasket 2009 - Seconda fase                                       | 2                                                                    | [ 12 ]                                                               |
| 17/06/2009                                                           | Riga                                                                 | Spagna                                                               | 61 - 42                                                              | Italia                                                               | EuroBasket 2009 - Quarti di finale                                   | 4                                                                    | [ 13 ]                                                               |
| 19/06/2009                                                           | Riga                                                                 | Italia                                                               | 68 - 66 dts                                                          | Lettonia                                                             | EuroBasket 2009 - Semifinale 5º posto                                | 4                                                                    | [ 14 ]                                                               |
| 20/06/2009                                                           | Riga                                                                 | Grecia                                                               | 60 - 56                                                              | Italia                                                               | EuroBasket 2009 - Finale 5º posto                                    | 0                                                                    | [ 15 ]                                                               |
| Totale                                                               |                                                                      | Presenze                                                             | 12                                                                   |                                                                      | Punti                                                                | 23                                                                   |                                                                      |

## Palmarès
- Campionato italiano: 3

Como: 2001-02, 2003-04; Napoli: 2006-07